# کوه کالف روب
کوه کالف روب (به انگلیسی: Calf Robe Mountain) یک کوه در ایالات متحده آمریکا است که در شهرستان گلاسیر، مونتانا واقع شده‌است. کوه کالف روب ۲٬۴۲۲٫۵۸ متر بالاتر از سطح دریا واقع شده‌است.